# 拉尼米德 (新澤西州)
拉尼米德（英語：Runnemede）是位於美國新澤西州康登縣的自治市鎮。

## 人口
根據2020年美國人口普查的數據，拉尼米德的面積為5.45平方千米，當中陸地面積為5.31平方千米，而水域面積為0.14平方千米。當地共有人口8324人，而人口密度為每平方千米1,527人。